# Dracula brangeri
Dracula brangeri är en orkidéart som beskrevs av Carlyle August Luer. Dracula brangeri ingår i släktet Dracula och familjen orkidéer. Inga underarter finns listade i Catalogue of Life.